# Basilique Santa Maria della Neve
La basilique Santa Maria della Neve (Sainte-Marie-de-la-Neige) est une des basiliques de la ville de Naples et la plus importante du quartier de Ponticelli. Après le sanctuaire de la Madonna dell'Arco (située en dehors de Naples), c'est l'église la plus riche en œuvres d'art de la zone vésuvienne. Elle se trouve piazza Vincenzo Aprea.

## Histoire
Elle est édifiée au XIIIe siècle. C'est donc l'église la plus ancienne de la zone vésuvienne. À l'origine, ce n'est qu'une simple petite chapelle rurale; elle est agrandie et embellie au fil des siècles, jusqu'à prendre son aspect actuel. Les premiers travaux d'importance ont lieu en 1520 selon la volonté du pape Léon X; elle est remaniée en 1733 et  en 1788. Notre-Dame de la Neige est déclarée « très sainte protectrice de Ponticelli » en 1788. Juste après l'Unité italienne, l'église est refaite par l'ingénieur Filippo Botta.
Elle accède à la dignité de basilique mineure le 27 juillet 1988.

## Description

### L'extérieur
La façade et le portail sont caractérisés par deux colonnes d'ordre ionique soutenant le fronton triangulaire. Du côté droit de la façade se trouve un petit édifice de culte: l'archiconfrérie du Rosaire. 

#### Le clocher
Le clocher de plan carré sur trois étages présente une petite tour avec un toit triangulaire (cuspide) de majolique, témoignage du remaniement baroque de l'église.

### L'intérieur
La basilique est à trois nefs et abrite de nombreuses œuvres d'art, comme le maître-autel de marbre avec balustrade (tous les deux de Giuseppe Bastelli).
L'événement miraculeux de la chute de neige intervenue à Rome dans la nuit du 4 au 5 août est figuré sur l'arc de la nef principale. On peut aussi admirer des panneaux du XVIe siècle représentant Saint Pierre et Saint Paul, ainsi que les fonts baptismaux, un missel du XIXe siècle à la couverture en argent, une statue de bois de Notre-Dame de la Neige de Giovanni da Nola. 
Le chœur possède des peintures a tempera de Luigi Franciosa (1886-1946) figurant les Quatre Évangélistes(1946), en remplacement de peintures détruites de Luigi Tammaro. 

## Source de la traduction
- (it) Cet article est partiellement ou en totalité issu de l’article de Wikipédia en italien intitulé « Basilica santuario di Santa Maria della Neve » (voir la liste des auteurs).